# Kaskelot
Kaskelot (Physeter macrocephalus), även kallad spermacetival, är en val, det vill säga ett marint däggdjur. Kaskeloten är den största tandvalen och därmed världens största tandförsedda djur. Arten placeras idag som ensam levande art i släktet Physeter. 
En hane kan bli uppemot 16 meter lång. Huvudet utgör upp till en tredjedel av djurets längd. Arten är kosmopolit, vilket betyder att den finns över alla oceaner. Den äter bläckfiskar och fisk, som den jagar på djup på ibland över 2 000 meter. Kaskeloten kan dyka näst djupast av alla marina däggdjur, det djur som kan dyka djupast är Cuviers näbbval som ingår i gruppen småhuvudval. Kaskelotens klickljud kan överstiga 230 decibel, vilket är det starkaste "självproducerade" ljudet i hela djurriket . Kaskeloten använder sitt klickljud som en sorts ekolokalisering för jakt. Kaskeloten lever i flockar. Flockar med honor och kalvar lever separerade från äldre hanar, och honorna samarbetar för att skydda kalvarna. Honorna föder kalvar vart tredje till vart sjätte år, och tar hand om dem i mer än ett decennium. Honorna är dräktiga mellan 9 och 15 månader, beroende på art. Vanligtvis föds endast en kalv som diar upp till 2 års ålder, då den kan äta fast föda. Ungarna blir könsmogna efter några år. Honor och hanar bildar flock i övergången till vuxen ålder.  
Från sent 1700-talet till sena 1900-talet utsattes kaskeloten för omfattande valjakt för att få spermaceti, olja och ambra. Spermaceti användes bland annat till ljus, tvål, kosmetika och maskinolja. Tack vare sin storlek kunde kaskeloten emellanåt försvara sig effektivt mot valjägare. En ovanligt stor kaskelot sänkte den amerikanska valfångaren Essex 1820. Som resultat av valjakten är kaskeloten idag listad som sårbar av IUCN. Kaskeloten har få naturliga fiender, då få djur är tillräckligt starka för att framgångsrikt attackera en frisk vuxen individ. Späckhuggare kan dock attackera flockar och döda kalvar. Kaskeloten kan leva i mer än 70 år. 

## Utseende
Hanarna är betydligt större än honorna. De kan bli upp till 20 meter långa men de flesta hanar blir inte längre än 15,5 meter. Endast ett fåtal honor blir upp till 12 meter långa. En full utvecklad hane väger 35 till 50 ton medan honor endast når en tredjedel av hanarnas vikt. Med dessa mått är kaskeloten även betydligt större än de andra två arterna i familjen som sammanfattas i släktet Kogia.
Arten saknar ryggfena. Den har i stället några bucklar på bakre halvan av ryggen. Kaskeloten har en grå, mörk gråblå till svart kroppsfärg. Ofta förekommer vita fläckar vid underkäken, vid könsorganen eller vid anus. Artens späckskikt är upp till 35 cm tjockt.
Typiskt för denna art är det kolossalt stora och nästan fyrkantiga huvudet. Hjärnan i huvudet är större än hos alla andra nu levande djur. Den har hos vuxna hannar en vikt av ungefär 7,8 kilogram. Nedre käken är jämfört med resten av huvudet väldigt smal och har 20 centimeter långa tänder. Övre käken har däremot ursparningar för tänderna från nedre käken.
Valen har ett blåshål på vänstra sidan av huvudet.
Artens syn är däremot inte särskilt bra så den använder sig mycket av ekolokalisering.

### Spermacetiorganet
I huvudet har kaskeloten ett stort organ (det så kallade spermacetiorganet), som är fyllt med ett oljeliknande ämne som kallas spermacetiolja. Denna substans kan ha en volym av upp till 1 900 liter. Tidigare trodde valjägare att detta ämne var kaskelotens sperma varför substansen fått namnet spermacetiolja. Vilken funktion denna substans har för kaskeloten är okänd men det finns flera olika hypoteser:
- Spermaceti ska göra kaskelotens huvud tungt så att det kan användas som stötvapen.
- Med ämnet kontrollerar djuret sin lyftkraft i vattnet. Under 29 °C stelnar oljan till ett vaxartat ämne och krymper något så att densiteten ökar. Spermacetiorganet kyls eller värms för att ändra valens djupläge på ett energisnålt sätt. Avkylningen förmodas ske genom att blodcirkulationen i organet minskas eller genom att valen drar in kallt vatten i andningskanalerna som omger organet.[8]
- Med spermaceti skapar kaskeloten ljud för ekolokalisation.
- Spermacetiorganet fungerar som en akustisk lins som ger riktverkan vid mottagning av ljud.
- Spermacetioljan kan ta upp kväve från luften i lungorna när valen dyker djupt för att förhindra dykarsjuka vid uppstigningen.[8]

## Utbredning
Kaskeloter finns i alla havsområden. De flesta lever i tropikerna och subtropikerna men djuret förekommer också i Norra ishavet. Vid dykningen som tar mellan 20 och 80 minuter når kaskeloten ofta 350 meters djup. Några exemplar når också 2 500 meters djup eller djupare.
Kaskeloten är en av de mest kosmopolita arterna. Den föredrar isfria vatten mer än 1 000 meter djupa. Även om båda könen breder ut sig över tempererade och tropiska oceaner och hav kan enbart vuxna hanar bebo högre latituder. Den är relativt vanligt förekommande från polerna till ekvatorn, och finns i alla oceaner. Den finns även i Medelhavet, men inte i Svarta havet, medan det är osäkert huruvida den finns i Röda havet eller inte. De grunda ingångarna till både svarta och röda havet kan vara anledningen till denna frånvaro. Svarta havets lägre lager är även anoxiska och innehåller höga koncentrationer av svavelföreningar såsom svavelväte. Populationerna är tätare nära kontinentalsocklarna och kanjoner. Kaskeloter finns ofta i djupa hav långt från kusten, men kan ses närmre kusten i områden där kontinentalsockeln är liten och sjunker snabbt till djup mellan 310 och 920 meter. Kustområden med märkbara populationer inkluderar Azorerna och den karibiska ön Dominica.

## Evolution och systematik
De äldsta kända fossilen från kaskeloter finns från senare oligocen för ungefär 25 miljoner år sedan. De upphittade fossilen visar ändå att kaskeloten var vanligast under miocen. Att släktena Kogia och Physeter är en gemensam familj fastslogs med hjälp av molekylärgenetiska undersökningar av deras mitokondrier.
Kaskeloten är en av tre bevarade arter i familjen kaskeloter, tillsammans med pygmékaskelot och dvärgkaskelot. Kaskeloten är det största kända tandförsedda rovdjuret som existerat under livets 3,5 miljarder år långa historia.

## Ekologi

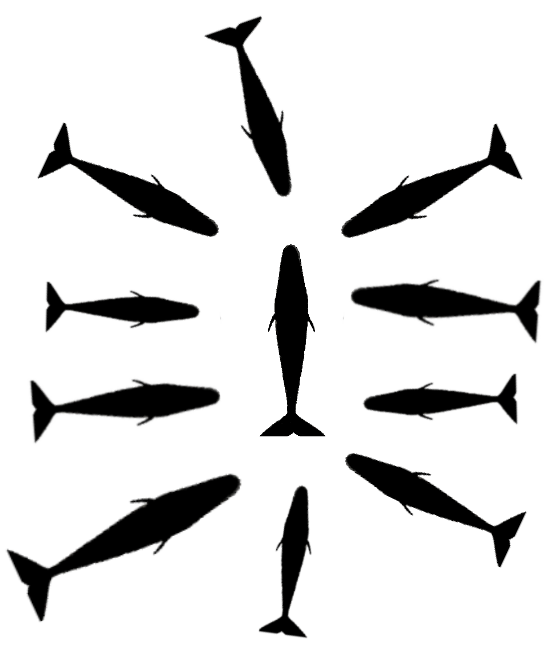
Illustration av den formation kaskeloter antar för att skydda individer (den så kallade margarita-formationen).

### Fortplantning och flockbeteende

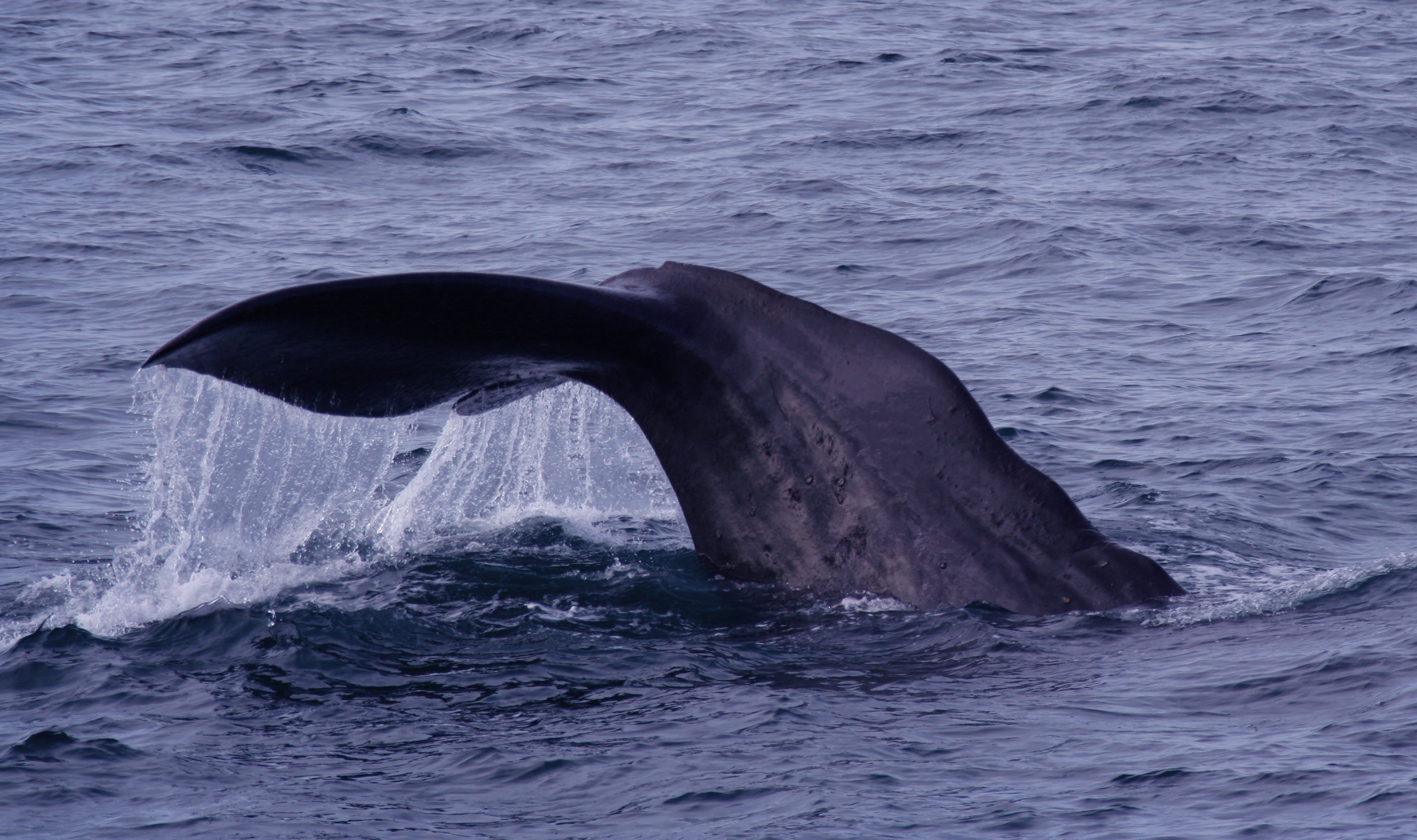
Kaskelotens stjärtfena kan slå med en hastighet av tre meter i sekunden, vilket är tillräckligt snabbt för att bryta ryggen av en späckhuggare. Ändå kan vuxna späckhuggare trots faran angripa svaga honor eller kaskelotkalvar.

Honor och deras ungar lever i flockar på ungefär ett dussin valar. När unghanarna blir äldre lämnar de dessa kullar och bildar nya med andra hannar av liknande ålder och storlek. När hannarna blir äldre, tenderar dessa flockar att delas upp i mindre grupper. De äldsta individerna tenderar att leva solitärt. Vuxna hannar samarbetar ofta. Honorna föder en kalv som väger nästan 1 000 kg och är fyra meter lång. Ungdjuret dias i ett eller två år varefter den sedan hittar föda självständigt. Honorna blir könsmogna vid åtta till tretton års ålder. Hannar behöver lite längre tid för att bli könsmogna och börjar först vid 25 års ålder att delta i parningen. Kaskeloter kan troligtvis bli 75 år gamla.

### Predation
Det vanligaste rovdjuret som angriper kaskeloter är späckhuggare, men grindvalar och falsk späckhuggare anfaller ibland. Späckhuggare siktar in sig på hongrupper med unga, och försöker vanligtvis jaga ut och döda en kalv. Honorna försvarar sina kalvar genom att omringa dem. De vuxna är antingen riktade inåt för att använda sina långa stjärtfenor mot späckhuggarna, eller utåt, och strider med tänderna. Denna formation används även för att hjälpa en skadad flockmedlem, vilket är ett beteende som valfångare utnyttjade tidigt, då man attraherade en hel flock genom att bara skada en individ i flocken. Om späckhuggarflocken är väldigt stor kan den ibland döda vuxna honor. Stora hanar har inga fiender förutom människan, och tros vara för stora och starka för att hotas av späckhuggare.

### Föda

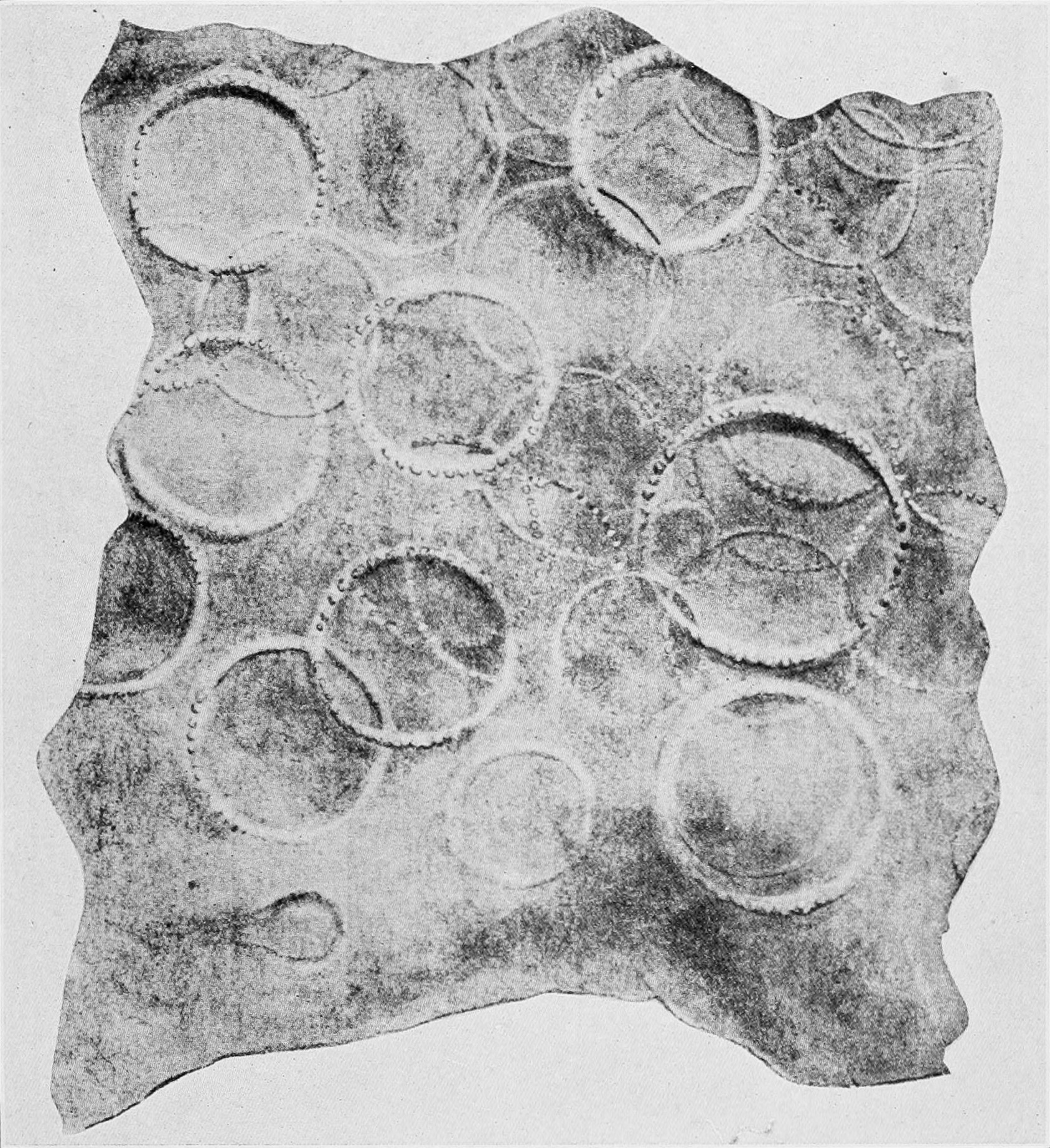
En bit kaskelotskinn med stora ärr från jättebläckfiskar.

Kaskeloter dyker vanligtvis mellan 300 och 800 meter, ibland ända ner till 2 000 meter, för att söka efter mat. Sådana dyk kan pågå under mer än en timme. De äter flera arter, bland annat jättebläckfiskar, kolossbläckfiskar och åttaarmade bläckfiskar samt olika fiskar som demersala rockor, men huvuddelen av deras kost består av mellanstora bläckfiskar. Vissa byten kan tas oavsiktligt medan de äter andra saker. Det mesta man känner till om djuphavsbläckfiskar har man lärt av exemplar från fångade kaskeloters magar, men senare studier har även analyserat avföringen. En studie som gjordes omkring Galápagosöarna fann att bläckfiskarna från släktena Histioteuthis (62 %), Ancistrocheirus (16 %), och Octopoteuthis (7 %), mellan 12 och 650 gram i vikt, var de vanligaste bytena. Strider mellan kaskeloter och kolossbläckfiskar (som har mätts väga nära 500 kg) har aldrig påträffats av människor. Ärr på kaskeloter tros dock vara orsakade av den stora bläckfisken. En studie som publicerades 2010 samlade bevis som menade att kaskeloter av honkön kan samarbeta när de jagar Dosidicus gigas.
En äldre studie som studerade valar infångade av den nyzeeländska valflottan i Cooksundet fann ett viktförhållande på 1,69:1 mellan bläckfisk och fisk. Kaskeloter stjäl ibland sobelfiskar och patagoniska tandfiskar från långa nät. Långrevsfiskare i Alaskagolfen menar att kaskeloter drar fördel av dem som fiskar genom att äta vissa arter direkt från nätet, vilket gör att valarna inte behöver jaga. Kaskeloter tros äta jättemunhajar, en sällsynt och stor djuphavsart som upptäcktes under 1970-talet. I ett fall observerades tre kaskeloter attackera eller leka med en jättemunhaj. Vassa delar från förtärda bläckfiskar som ligger i valens inälvor kan leda till att ambra produceras, likt produktionen av pärlor. Dessa delars irritation på inälvorna stimulerar avsöndringen av denna glidmedelliknande substans. Kaskeloter är storätare och äter omkring 3 % av sin kroppsvikt varje dag. Den årliga konsumtionen av byte av kaskeloter över hela jorden tros ligga på 91 000 000 ton, vilket är mer än mänsklighetens årliga konsumtion av marina djur.
Det är okänt varför kaskeloternas huvud är så stort i jämförelse med underkäken. En teori är att deras förmåga att ekolokalisera genom sitt huvud hjälper vid jakt. Bläckfiskar, deras huvudbyte, kan dock ha akustiska egenskaper som är för lika havsvattnet för att reflektera ljud. Det ljud som kaskeloten kan frammana, över 230 decibel på en meters avstånd, är det klart högsta ljud frambringat av något djur, och ca 80 dB högre än ett kraftfullt gevärsljud i luft på en meters avstånd. Man har trott att klickljudet är till för att bedöva byten. Studier som försöker duplicera den här effekten har inte kunnat reproducera de förmodade skadorna, vilket har kastat tvivel över idén.

## Kaskeloten och människan

### Status och hot
På grund av den tidigare jakten är beståndet idag litet och kaskeloten är klassad som hotad art. Jägare var ute efter deras späck och spermaceti. Enligt uppskattningar fanns cirka 1,1 miljoner individer av kaskelot i haven innan den kommersiella jakten började under det tidiga 1700-talet. Fram till 1880 minskade beståndet med uppskattningsvis 29 procent. Under det tidiga 1900-talet återhämtade sig populationen något fram till andra världskriget slut men sedan minskade antalet individer kraftigt. Ungefär 770 000 individer fångades under 1900-talet, de flesta av dessa mellan 1946 och 1980. 1985 slutade man officiellt med jakten efter kaskeloter. Idag finns troligtvis 100 000 individer kvar.

### Namn
Det svenska trivialnamnet är bildat av djurets franska namn, cachalot, som i sin tur är bildat av det portugisiska och spanska uttrycket för "stort huvud". På grund av missförståndet kring spermacetiolja kallas valen fortfarande på engelska för "sperm whale" och ett synonymt svenskt trivialnamn är spermacetival.

### I kulturen
Den fiktiva valen Moby Dick var en vit kaskelot. Den baserades bland annat på en vit kaskelot med ärftlig pigmentstörning som kallades Mocha Dick och levde i Stilla havet under början av 1800-talet. Den omskrevs som svårdödad men blev till slut dödad 1838. 